# João Mendes de Briteiros
João Mendes de Briteiros (1250 -?) foi um militar e Rico-homem do Reino de Portugal que viveu durante o reinado de D. Dinis I de Portugal.

## Relações familiares
Foi filho de D. Mem Rodrigues de Briteiros e de Maria Anes da Veiga. Casou em 1290 com D. Urraca Afonso de Portugal, infanta de Portugal ao ser filha ilegítima do rei D. Afonso III de Portugal e Madragana Ben Aloandro, filha de Aloandro Ben Bakr, último alcaide, Cádi, (قاضى) e governador árabe do Castelo de Faro, de quem teve:
- Fernão Anes de Briteiros,
- Gonçalo Anes de Berredo (m. antes de 1329) casou com Sancha Peres de Gusmão, filha de Pedro Nunes de Gusmão e de  Inês Fernandes de Lima,
- Guiomar Anes de Briteiros,
- Leonor Anes de Briteiros, casou com D. Martim Anes de Briteiros,
- Fruilhe Anes de Briteiros (? – depois de 1329)

Fora do casamento teve:
- Maria Anes de Briteiros casada com Fernão Afonso de Cambra,
- Lourenço Anes de Briteiros